# Klokkentoren van Bab al-Faraj

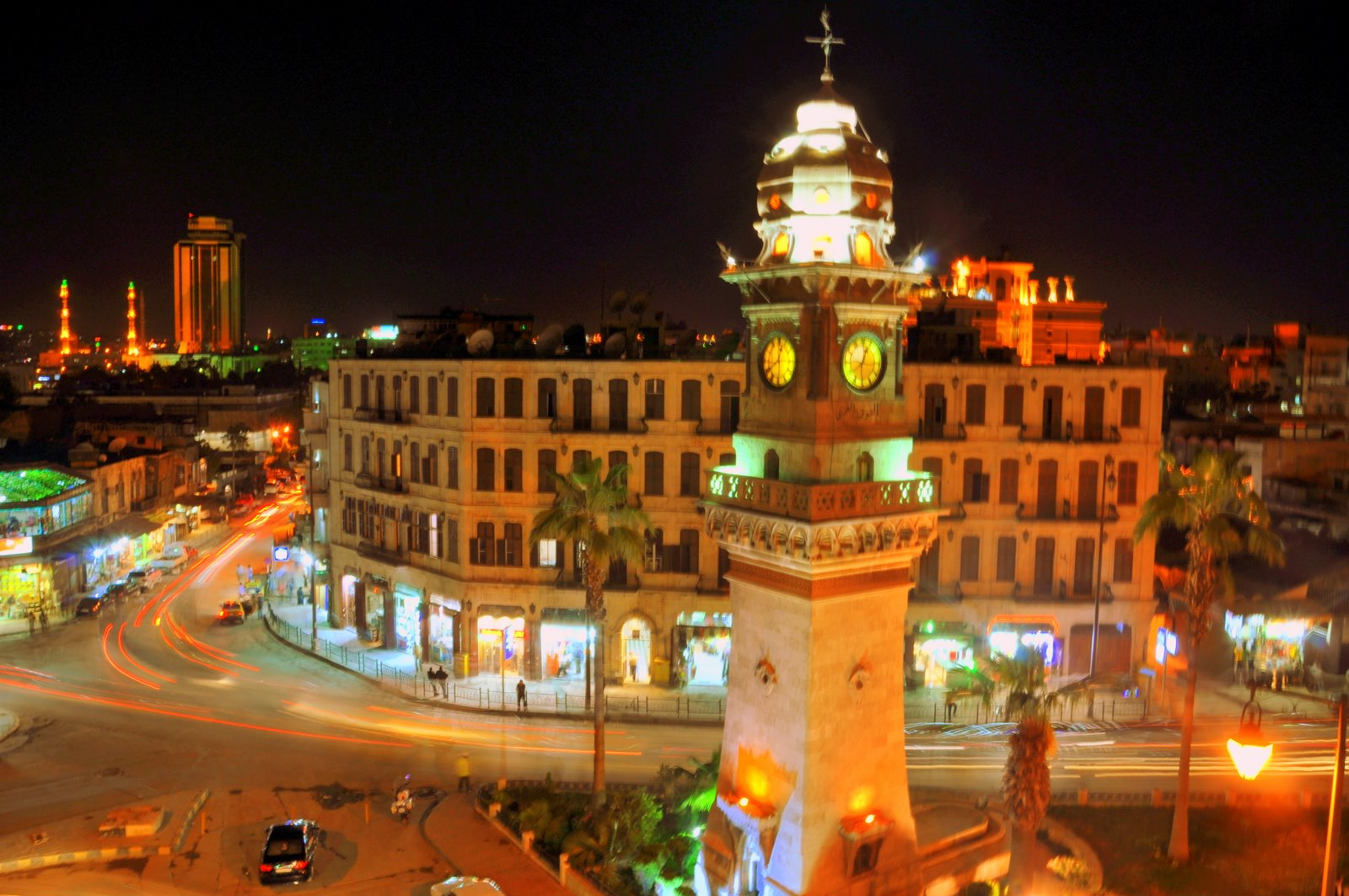

De Klokkentoren van Bab al-Faraj (Arabisch: برج ساعة باب الفرج) staat in Aleppo in Syrië. De klokkentoren ligt in de buurt van de historische poort Bab al-Faraj, naast de gebouwen van de Nationale Bibliotheek. De toren werd in 1898-1899 gebouwd door de architect Charles Chartier, met hulp van de Syrische ingenieur Bakr Sidqi. De opdracht om de toren te bouwen kwam van de Ottomaanse heerser van Aleppo, wāli Raif Pasha. De bouw kostte 1500 Ottomaanse lira; de helft daarvan kwam uit donaties terwijl de andere helft door de stad betaald werd. Het ontwerp is afgeleid van oude Islamitische minaretten.